# Arthur Wilford
Arthur Wilford (Temse, 8 maart 1851 – Sint-Joost-ten-Node, 26 december 1926) was een Vlaams pianist, componist, organisator van concerten en muziekcriticus. Hij propageerde de muziek van Peter Benoit niet enkel in België maar ook in Engeland en Duitsland. Hij richtte in 1902 de uitgeverij Het Vlaamsche Lied op, waarmee hij tientallen liederen uitgaf van Vlaamse gevestigde en beginnende componisten. In Brussel richtte hij in 1904 de eerste Vlaamse muziekschool op.

## Levensloop
Wilford was een zoon van William Wilford (1803-1868), een Engelse ondernemer die zich in 1828 in Temse had gevestigd als vlashandelaar, later zeildoekfabrikant werd en stichter in 1857 van de stoomvaartdienst tussen Temse en Antwerpen.
Wilford volgde van 1868 tot 1872 lessen aan het Conservatorium in Brussel en studeerde er piano bij Louis Brassin. Hij behaalde er een eerste prijs piano. Daarna vertrok hij naar Leipzig waar hij van 1872 tot 1874 harmonie en contrapunt studeerde bij Ernst Richter en compositie en piano bij Carl Reinecke. Vervolgens begon hij aan een reeks concerten in binnen- en buitenland en vestigde zich in 1874 als concertpianist in Londen, waar hij in 1876 trouwde met de pianiste Rosalie Tercelin du Picry.
Tussen 1877 en 1889 woonde Wilford in Dresden. Hij werkte ook in Duitsland als pianist en schreef over muziek voor verschillende Antwerpse en Brusselse tijdschriften. Wilford organiseerde verschillende concerten in Duitsland waar hij de muziek van Peter Benoit uitvoerde. Hij ondernam verschillende studiereizen naar Praag, Wenen en Italië. In 1890 kwam hij naar Antwerpen. Hij was er samen met de Antwerpse dirigent en componist  Constant Lenaerts (1852-1931) medestichter van de Antwerpse volksconcerten. Hij werkte mee aan het Nederlandsch Lyrisch Tooneel, de voorganger van de Antwerpse Opera en schreef overigens zelf enkele lyrische drama’s of zangspelen.
Het lukte hem echter niet om in Antwerpen een officiële functie te verkrijgen. Hij verhuisde dan in 1897 naar Brussel. Daar begon hij in 1902 begon hij met de uitgaven van Vlaamse liederen in de abonnementenreeks Het Vlaamsche lied.  Hij richtte er in 1904 de Vlaamsche Muziekschool op (ook Wilfordschool genoemd). Tijdens de Eerste Wereldoorlog verbleef hij in Sheffield waar hij een muziekschool oprichtte voor de Vlaamse vluchtelingen.

## Werken
De muziek van Wilford ligt vooral in de traditie van Brahms, Mendelssohn en Schumann.

### Opera's
- Helga, libretto van Floris T'Sjoen
- Mahaferid, libretto van Johanna Schulze-Wege
- Zwanejuffers, libretto van Lambrecht Lambrechts

### Orkestwerken
- Nassau

### Andere werken
- Vlaamsch Requiem, op tekst van Cyriel Verschaeve
- Silhouettes d'Italie, voor piano

- Biografisch Portaal: 17697143
- Gemeinsame Normdatei: 117380733
- International Standard Name Identifier: 0000 0004 3073 7273
- Library of Congress Control Number: n96005719
- MusicBrainz: 922425f0-1135-49ee-b124-075e2fb9d036
- Virtual International Authority File: 10621829
- WorldCat: E39PBJdGJf4DRpJRBrXrkw3YT3